# 가톨릭 뉴스 에이전시
가톨릭 뉴스 에이전시(Catholic News Agency)는 콜로라도주 덴버에 본사를 둔 가톨릭 관련 뉴스 업체이다.